# Tambachia trogallas
La tambachia (Tambachia trogallas) è un anfibio temnospondilo estinto, appartenente ai trematopidi. Visse nel Permiano inferiore (circa 284 - 280 milioni di anni fa) e i suoi resti fossili sono stati ritrovati in Germania.

## Descrizione
Questo animale è ben noto grazie all'olotipo, un esemplare quasi completo noto come MNG 7722, privo solo della colonna vertebrale presacrale. L'esemplare era di piccole dimensioni: il cranio era lungo quasi sette centimetri, e l'animale in vita non doveva raggiungere i 25 centimetri di lunghezza. Il cranio era dotato di orbite posizionate centralmente: la lunghezza preorbitale era uguale a quella postorbitale; le orbite erano grandi e costituivano circa il 30% della lunghezza del cranio. 
La scatola cranica sembra estendersi posteriormente al livello dell'articolazione della mandibola, caso unico tra i trematopidi. Tuttavia, è probabile che ciò sia stato il risultato dello schiacciamento del cranio nel processo di fossilizzazione, che ha spostato all'indietro il tetto cranico (Berman et al., 2010).
Probabilmente Tambachia, come altri trematopidi, possedeva una ghiandola del sale simile a quella osservata nei rettili odierni: la suddivisione delle narici esterne in una porzione anteriore e in una posteriore è la prova della presenza di ghiandole del sale. La porzione anteriore è sub-circolare e si pensa che fosse la vera apertura nasale; la porzione posteriore probabilmente conteneva la ghiandola del sale. Tuttavia, l'espansione della porzione posteriore potrebbe non essere un alloggiamento per la ghiandola, ma piuttosto un mezzo per far fronte alle tensioni craniche durante l'alimentazione.
Lo scheletro postcranico è ben noto, data la completezza dell'olotipo. La coda relativamente corta, conservata solo come una leggera impronta in MNG 7722, era lunga 8,5 centimetri. Gli arti erano corti, con quattro dita nella mano e cinque dita nel piede. È possibile che la mano possedesse cinque dita, poiché Acheloma, un altro trematopide strettamente imparentato, possedeva cinque ossa carpali distali. Nell'olotipo sono conservate solo quattro dita, ma poiché il terzo dito conservato è il più lungo, rappresenta probabilmente il quarto dito, con il primo assente a causa della conservazione imperfetta. Le falangi terminali di Tambachia erano strette e potrebbero essere state il supporto principale degli artigli (Sumida et al., 1998).

## Scoperta dei fossili
L'olotipo di Tambachia trogallas, noto come MNG 7722, è stato rinvenuto in una zona della Formazione di Tambach (località di Bromacker nei pressi di Tambach-Dietharz) nella Turingia della Germania centrale. Comprende un cranio e gran parte dello scheletro postcranico. L'unica parte mancante dello scheletro è la colonna vertebrale presacrale. La località Bromacker è una cava di arenaria ben nota per le tracce di tetrapodi e per gli scheletri articolati di anfibi terrestri e semiterrestri e di rettili. MNG 7722 è stato trovato in depositi fluviali di rocce rosse, costituiti da argille ben consolidate.
Sebbene sia difficile determinare il grado di maturità dell'esemplare MNG 7722, si pensa che fosse un giovane adulto. La scarsa ossificazione delle ossa carpali e tarsali e della porzione endocondrale della scatola cranica suggerisce che MNG 7722 rappresenti uno stadio iniziale di sviluppo, mentre il tetto cranico ornamentato, con suture strettamente saldate tra le ossa, indica un individuo maturo.
Il nome Tambachia si riferisce alla Formazione di Tambach. L'epiteto specifico, trogallas, deriva dal greco trogo, che significa "sgranocchiare", e allas, che significa "salsiccia". Il nome si riferisce al bratwurst tipico della Turingia che veniva spesso mangiato nella cava Bromacker dagli autori che hanno descritto la specie.

## Classificazione
Tambachia era un rappresentante dei trematopidi, un gruppo di anfibi temnospondili dalle abitudini almeno parzialmente terrestri, caratterizzati dall'insolita forma dell'apertura nasale. Nella descrizione originale di Tambachia, Sumida e colleghi (1998) hanno concluso che Anconastes era il parente più prossimo di Tambachia. Le sinapomorfie tra i due generi includono l'assenza di una finestra internariale (caratteristica osservata anche nei dissorofidi, ma interpretata come un tratto convergente), la riduzione del processo suborbitale del lacrimale e un contributo al margine orbitale ventrale da parte della mascella piuttosto che dell'osso palatino. Di seguito è riportato un cladogramma tratto dal lavoro di Sumida e colleghi (1998) che mostra le relazioni di Tambachia e di altri trematopidi: 
|  | Tambachia  |
|  |            |
|  | Anconastes |
|  |            |

|  | Phonerpeton |
|  |             |
|  | Acheloma    |
|  |             |

|  | Tambachia  |
|  |            |
|  | Anconastes |
|  |            |

|  | Phonerpeton |
|  |             |
|  | Acheloma    |
|  |             |

Nella loro descrizione del trematopide Fedexia, Berman e colleghi (2010) collocano Fedexia come il sister taxon del clade contenente Tambachia e Anconastes. Tambachia, Anconastes e Fedexia possiedono tutti un margine occipitale poco profondo e ampiamente concavo. In altri trematopidi, il margine è biconcavo. Di seguito è riportato un cladogramma tratto dal lavoro di Berman e colleghi (2010): 
|  | Fedexia                                                  |
|  |                                                          |
|  | \| \| Tambachia \| \| \| \| \| \| Anconastes \| \| \| \| |
|  |                                                          |
|  | Tambachia                                                |
|  |                                                          |
|  | Anconastes                                               |
|  |                                                          |

|  | Tambachia  |
|  |            |
|  | Anconastes |
|  |            |

|  | Phonerpeton |
|  |             |
|  | Acheloma    |
|  |             |

|  | Fedexia                                                  |
|  |                                                          |
|  | \| \| Tambachia \| \| \| \| \| \| Anconastes \| \| \| \| |
|  |                                                          |
|  | Tambachia                                                |
|  |                                                          |
|  | Anconastes                                               |
|  |                                                          |

|  | Tambachia  |
|  |            |
|  | Anconastes |
|  |            |

|  | Phonerpeton |
|  |             |
|  | Acheloma    |
|  |             |